# Vojtěch Rödl
Vojtěch Rödl (* 1. April 1949) ist ein tschechischer Mathematiker, der sich mit Kombinatorik befasst. Er ist Professor an der Emory University in Atlanta, Georgia.

## Leben und Wirken
Rödl studierte von 1968 bis 1973 an der Karls-Universität Prag und wurde dort 1976 bei Zdeněk Hedrlin promoviert. Seit Anfang der 1990er Jahre ist er Professor an der Emory University.
Er arbeitete mit Jaroslav Nešetřil über Ramseytheorie (beide erhielten dafür 1985 den Staatspreis der CSSR) und veröffentlichte mehrere Aufsätze mit Paul Erdős. Er schlug einen Algorithmus für optimale Packungen in Hypergraphen vor (Rödl nibble), mit dem er 1985 eine Vermutung von Paul Erdős und Haim Hanani (1963) bewies.
In Zusammenarbeit mit Skokan, Mathias Schacht und anderen entwickelte er das Regularitätslemma von Endre Szemerédi weiter in einer Version für Hypergraphen. Unabhängig tat dies auch Timothy Gowers.
Die Technische Universität Liberec ernannte Rödl 2003 zum Ehrendoktor. 
2012 erhielt er den George-Pólya-Preis mit Schacht, der bei ihm promovierte. Er wurde als Plenarsprecher auf dem Internationalen Mathematikerkongress 2014 in Seoul ausgewählt (Quasi-randomness and the regularity method in hypergraphs).

## Schriften
- mit Skokan: Regularity lemma for uniform hypergraphs, Random Structures & Algorithms, Band 25, 2004, S. 1–42
- mit B. Nagle, Y. Kohayakawa, M. Schacht, J. Skokan The hypergraph regularity method and its applications, Proc. Nat. Acad. Sci., Band 102, 2005, S. 8109–8113
- mit Nagle, Schacht Extremal hypergraph problems and the regularity method, Discrete Mathematics, Band 26, 2006, S. 247–278
- mit Nagle, Schacht The Counting Lemma for regular k-uniform hypergraphs, Random Structures & Algorithms, Band 28, 2006, S. 113–179